# Robert Vaughn
Robert Vaughn nascut Robert Francis Vaughn (Nova York, 22 de novembre de 1932 - Nova York, 11 de novembre de 2016) fou un actor estatunidenc. Descobert al film Els set magnífics, és conegut sobretot pel paper de Napoleon Solo a la sèrie The Man from U.N.C.L.E. i el de Harry Rule a la sèrie The Protectors.

## Biografia[2]
Els seus pares d'origen irlandès i de confessió catòlica són l'aspirant a actriu Marcella Frances (nascuda Gaudel) i Gerald Walter Vaughn, un actor de sèries de ràdio. Els seus pares se separen quan és encara jove. Robert Vaughn marxa a viure amb la seva mare a Minneapolis, Minnesota. Alumne al liceu del Nord, es diploma en periodisme per la universitat de Minnesota.
Continua estudis en arts i ciències aplicades a Califòrnia, a Los Angeles. És titular d'un doctorat en comunicacions per la Universitat del Sud de Califòrnia, autor d'una tesi publicada el 1972, sobre les víctimes de la llista negra en la indústria de l'espectacle.
Paral·lelament als seus estudis, Robert Vaughn comença a treballar com a actor. S'estrena a la televisió el 1955 en un episodi de la sèrie Medic  titulat «Black Friday». Interpretarà més de 200 personatges en pel·lícules, telefilms i sèries.
Té el seu primer paper cinematogràfic a Els Deu Manaments. El seu paper és menor i no surt als crèdits.
La seva primera prestació cinematogràfica sortint als crèdits té lloc el 1957 quan actua a No Time to Be Young on té el paper de Bob Ford, l'assassí de Jesse James.
La seva actuació a The Young Philadelphians  (1959) li val ser proposat per a l'Oscar al millor actor secundari. Però és el seu paper de Lee en Els set magnífics el que li permet guanyar-se una fama nacional i internacional. Reprendrà un paper similar el 1980 en l'adaptació futurista,  Batalla més enllà de les estrelles  després el del jutge Oren Travis en la sèrie homònima (1998 -2000). El 2013, i des del 30 d'agost 2003, data de la defunció de Charles Bronson, Robert Vaughn és l'únic dels  Set magnífics  originals encara en vida, sense comptar el seu adversari Eli Wallach, actualment (2013) amb 98 anys. De 1964 a 1968, interpreta el paper de Napoleon Solo en la sèrie The Man from U.N.C.L.E. al costat de l'actor britànic David McCallum. L'èxit d'aquesta sèrie permet el desenvolupament de marxandatge així com de continuacions sota la forma de telefilm en els anys 1980.
El 1968, abonat a papers secundaris de primer pla, Robert Vaughn interpreta el paper d'un home polític ambiciós a la pel·lícula Bullitt al costat de Steve McQueen. Paral·lelament, l'actor també és compromès políticament. Membre del partit demòcrata, és sol·licitat per la branca californiana per presentar-se contra Ronald Reagan, candidat republicà al lloc de governador de Califòrnia el 1966. Vaughn es nega tanmateix i aporta el seu suport a Edmund Brown que és àmpliament derrotat per Reagan. Contrari a la guerra del Vietnam i amic proper de Robert Kennedy, sosté la seva candidatura el 1968 quan aquest recerca la investidura del partit demòcrata.
Robert Vaughn es va casar el 1974 amb l'actriu Linda Staab. Mai no van poder tenir fills, però en van adoptar tres, un noi, Ned (nascut el 1970), i dues noies, Cassidy (nascuda el 1976) i Caitlin (nascuda el 1981).
Va morir als 83 anys, víctima d'una leucèmia.

## Filmografia
| - 1956: Els Deu Manaments (The Ten Commandments): Un hebreu - 1957: No Time to be Young: Buddy Root - 1957: Hell's crossroads: Bob Ford - 1958: Teenage Cave Man: The Symbol Maker's teenage son - 1958: Bon dia per a un penjament (Good Day for a Hanging): Eddie Campbell - 1958: Unwed Mother: Don Bigelow - 1959: The Young Philadelphians - 1960: Els set magnífics (The Magnificent Seven): Lee - 1961: The Big Show: Klaus Everard - 1963: The Caretakers: Jim Melford - 1965: The Spy with My Face: Napoleon Solo - 1966: One Spy Too Many: Napoleon Solo - 1966: The Spy with the green hat: Napoleon Solo - 1967: The Venetian Affair: Bill Fenne - 1967: The Karate Killers - 1968: Bullitt: Chalmers - 1968: The Helicopter Spies: Napoleon Solo - 1968: How to Steal the World: Napoleon Solo - 1969: The Bridge of Remagen: Maj. Paul Kruger - 1969: Si avui és dimarts, això és Bèlgica (If It's Tuesday, This Must Be Belgium): Antonio - 1970: The Mind of Mr. Soames: Dr. Michael Bergen - 1970: Julius Caesar: Casca - 1971: The Statue: Ray - 1971: Clay Pigeon: Neilson - 1974: The Man from Independence: Harry S. Truman - 1974: The Towering inferno: Senador Gary Parker - 1975: La Baby-sitter: Stuart Chase - 1976: Atraco en la jungla: Tony - 1977: Repartimenthip Invasions: Allan Duncan - 1978: The Lucifer Complex: Glen Manning - 1978: Brass Target: Coronel Donald Rogers - 1979: Good Luck, Miss Wyckoff: Dr. Neal - 1980: Cuba Crossing: Hud - 1980: Fukkatsu no hi: Senador Barkley - 1980: Battle beyond the repartiment: Gelt - 1980: Space Connection (Hangar 18): Gordon Clain - 1981: S.O.B.: David Blackman - 1983: Veliki transport: Dr. Emil Kovac | - 1983: Superman III: Ross Webster - 1986: La lluna negra (Black Moon Rising): Ed Ryland - 1986: Força Delta (The Delta Force): General Woodbridge - 1987: Hour of the Assassin: Sam Merrick - 1987: Skeleton Coast: Coronel Schneider - 1987: Killing Birds - uccelli Assassini: Dr. Fred Brown - 1987: Renegade: Lawson - 1988: Captive Rage: Eduard Delacorte - 1989: River of Death: Wolfgang Manteuffel - 1989: That's Adequate: Adolf Hitler - 1989: Brutal Glory: Max Owens - 1989: Transylvania Twist: Lord Byron Orlock - 1989: C.H.U.D II - Bud the C.H.U.D: Coronel Masters - 1990: Nobody's perfect: Dr. Duncan - 1990: Going Under: Wedgewood - 1990: The Buried: Gary - 1992: Blind Vision: Mr. X - 1993: Witch Academy: el diable - 1994: Dust to Dust: Sampson Moses - 1996: Milk Money: Oncle André - 1996: Joe's Apartment: Senador Dougherty - 1997: Motel Blue: Cap Macintyre - 1997: An American Affair: Prof. Michaels - 1997: Menno's Mind: Senador Zachary Powell - 1997: Vulcan: Baxter - 1998: BASEketball: Baxter Cain - 1998: Visions: Agent Silvestri - 1998: The Company Man: Control 5 - 1998: McCinsey's Island: Walter Denkins - 1998: The Sender: Ron Fairfax - 2001 Pootie Tang: Dick Lecter - 2002 Cottonmouth: Jutge Mancini - 2003 Hoodlum & Son: Benny Palladino - 2003 Happy Hour: Tulley Sr - 2004 Scene Stealers: Dr. Gadsden Braden - 2004 The Warrior Class: Braddock - 2004 Gang Warz: Cap Hannigan - 2004 2BPerfectlyHonest: Nick |

### Televisió
| - 1955: Medic (Sèrie TV): Charles A. Leale - 1956: West Point (Sèrie TV): Cadet Homoroff - 1956-1957: Zane Grey Theater (Sèrie TV): Billy Jack / Johnny - 1956-1957: Gunsmoke (Sèrie TV): Andy Bowers / Enfant cowboy a la carte - 1957 i 1959: Playhouse 90 (Sèrie TV): Earl Randolph / Steve Sprock - 1957 i 1961: Tales of Wells Fargo (Sèrie TV): Billy Brigode / Billy the Kid - 1958: Mike Hammer (Sèrie TV): Hank Barlow - 1958: Jefferson Drum (Sèrie TV): Shelly Poe - 1958: The Rifleman (Sèrie TV): Marshal Dan Willard - 1958 i 1960: Wagon Train (Sèrie TV): Roger Bigelow / Roy Pelham - 1959: Zorro (Sèrie TV): Miguel Roverto - 1959: Bronco (Sèrie TV): Xèrif Lloyd Stover - 1959: Alfred Hitchcock Presents (Sèrie TV): Art - 1960: Laramie (Sèrie TV): Sandy Kayle - 1960: Checkmate (Sèrie TV): Abner Benson - 1961: Target: The Corruptors! (Sèrie TV): Lace - 1962: Bonanza (Sèrie TV): Luke Martin - 1962-1963: The Eleventh Hour (Sèrie TV): Peter Warren / St. Mark - 1963: The Untouchables (Sèrie TV): Charlie Argos - 1963: Boston Terrier (Telefilm): A. Dunster Lowell - 1963: The Virginian (Sèrie TV): Simon Clain - 1963-1964: The Tinent (Sèrie TV): Capità Ray Rambridge - 1964-1968: The Man from U.N.C.L.E.: Napoleon Solo - 1965-1966: The Red Skelton Show (Sèrie TV): Victor Virtue / Oficial McGuire - 1966: The Girl from U.N.C.L.E. (Sèrie TV): Napoleon Solo - 1972: The Woman Hunter (Telefilm): Jerry Hunter - 1972-1974: The Protectors (Sèrie TV): Harry Rule - 1975: Columbo: Temporada 4 de Columbo Episodi 4: Troubled Waters (Sèrie TV): Hayden Danzinger - 1975-1976: Police Woman (Sèrie TV): Lou Malik / Andrew Simms - 1976: Columbo: Temporada 5 de Columbo, Episodi 6: Last Salute to the Commodore (Sèrie TV): Charles Clay - 1976: Captains and the Kings (Sèrie TV): Charles Desmond - 1976: Kiss Me, Kill Me (Telefilm): Edward Fuller - 1977: Washington: Behind Closed Doors (Sèrie TV): Frank Flaherty - 1978: The Islander (Telefilm): Sen. Gerald Stratton - 1978-1979: Colorado (Sèrie TV): Morgan Wendell - 1979: Hawaii Five-O (Sèrie TV): Rolande - 1979: The Rebels (Telefilm): Seth McLean | - 1979: Mirror, Mirror (Telefilm): Michael Jacoby - 1980: City in Fear (Telefilm): Harrison Crawford III - 1981: A Question of Honor (Telefilm): Frederick Walker - 1981: The Love Boat (Sèrie TV): Charlie Paris - 1982: Fantasies (Telefilm): Girard - 1984: The Hitchhiker (Sèrie TV): Dr. Christopher Hamilton - 1985: Private Sessions (Telefilm): Oliver Coles - 1985, 1989 i 1992: Murder She Wrote (Sèrie TV): Charles Winthrop / Edwin Chancellor / Gideon Armstrong - 1986-1987: The A-Team (Sèrie TV): General Hunt Stockwell - 1986: Stingray (Sèrie TV): Nameless Master Villain - 1986: Murrow (Telefilm): President Franklin Delano Roosevelt - 1987: Nightstick (Telefilm): Ray Melton - 1987: Desperado (Telefilm): xèrif John Whaley - 1988: The Ray Bradbury Theater (Sèrie TV): Huxley - 1989: Rick Hunter (Sèrie TV): Diputat Curtis Moorehead - 1990: Perry Mason: The Case of the Defiant Daughter (Telefilm): Jay Corelli - 1990: Dark Avenger (Telefilm): Comissari Peter Kinghorn - 1992: Tatort (Sèrie TV): Coronel Gavron - 1992: Lincoln (Telefilm): Isaac Arnold (Veu) - 1993-1994: Kung fu: The Legend Continues (Sèrie TV): Rykker - 1994: Sirens (Sèrie TV): Ned Whelan - 1994: W.S.H. (Telefilm): Macoute - 1995: Burke's Law (Sèrie TV): William Shane - 1995: Escape to Witch Mountain (Telefilm): Edward Bolt - 1995: As the World Turns (Sèrie TV): Rick Hamlin - 1995: Dancing in the Dark (Telefilm): Dennis Forbes - 1996: One Life to Live (Sèrie TV): Bishop Carrington - 1996: Walker, Texas Ranger (Sèrie TV): Dr. Stewart Rizor - 1996-1997: Diagnosis Murder (Sèrie TV): Alexander Drake / Bill Stratton - 1996 i 1998: The Nanny (Sèrie TV): James Sheffield - 1997-1998: Law & Order (Sèrie TV): Carl Anderton - 1998: Host (Telefilm): Adam Spring - 1998-2000: The Magnificent Seven (Sèrie TV): Jutge Oren Travis - 1999: The Sentinel (Sèrie TV): Vince Deal - 1999: Recess (Sèrie TV): Mr. White - 2004-2010: Hustle (Sèrie TV): Albert Stroller - 2006 Law & Order: Special Victims Unit (Sèrie TV): Tate Speer - 2008 Little Britain USA (Sèrie TV): Paul Getty II - 2008 The Verdict (Telefilm): Lucius |

## Premis i nominacions[3]

### Premis
- 1978: Primetime Emmy al millor actor secundari en sèrie dramàtica per Washington: Behind Closed Doors

### Nominacions
- 1960: Oscar al millor actor secundari per The Young Philadelphians
- 1960: Globus d'Or al millor actor secundari per The Young Philadelphians
- 1961: Globus d'Or a la millor nova promesa masculina
- 1970: BAFTA al millor actor secundari per Bullitt
- 1979: Primetime Emmy al millor actor secundari en sèrie o especial per Backstairs at the White House